# Carlos Gutiérrez (ur. 1990)
Carlos Alberto Gutiérrez Armas (ur. 3 lutego 1990 w Guadalajarze) – meksykański piłkarz występujący na pozycji lewego obrońcy lub pomocnika, obecnie zawodnik Puebli.

## Kariera klubowa
Gutiérrez pochodzi z Guadalajary i jest wychowankiem akademii juniorskiej tamtejszego zespołu Club Atlas. Do pierwszej drużyny został włączony jako osiemnastolatek przez argentyńskiego szkoleniowca Darío Franco, po kilku latach występów w drugoligowych rezerwach – Académicos de Guadalajara. Pierwszy mecz rozegrał w niej w 9 stycznia 2009 z Américą (4:1) w rozgrywkach InterLigi, zaś w meksykańskiej Primera División zadebiutował w piętnaście dni później, w przegranym 0:4 spotkaniu z Cruz Azul. Nie potrafił sobie jednak wywalczyć miejsca w wyjściowym składzie, przez kolejne dwa i pół roku jedynie sporadycznie pojawiając się na ligowych boiskach. W lipcu 2011 – razem ze swoimi klubowymi kolegami, Hebertem Alférezem i Luisem Delgadillo – udał się na wypożyczenie do chorwackiego HNK Rijeka. W tamtejszej Prvej Lidze zadebiutował 22 lipca 2011 w zremisowanej 1:1 konfrontacji z NK Osijek, zaś jedynego gola strzelił 11 września tego samego roku w zremisowanym 4:4 meczu z NK Zadar. Ogółem w Rijece występował przez pół roku, będąc podstawowym zawodnikiem tej walczącej o utrzymanie ekipy.
Wiosną 2012 – po powrocie do Atlasu – Gutiérrez przez pół roku pełnił ważną rolę w taktyce trenera Juana Carlosa Cháveza, lecz po jego odejściu ponownie został relegowany do roli rezerwowego. W lipcu 2013 przeniósł się do ówczesnego mistrza kraju – Club América ze stołecznego miasta Meksyk, z którym już w pierwszym, jesiennym sezonie Apertura 2013 zanotował tytuł wicemistrza Meksyku. Pełnił jednak wyłącznie funkcję alternatywnego zawodnika, wobec czego po roku na zasadzie wypożyczenia zasilił nowo założony drugoligowy klub Mineros de Zacatecas. Tam również spędził rok, nie odnosząc tym razem poważniejszych osiągnięć, po czym powrócił do najwyższej klasy rozgrywkowej, udając się na wypożyczenie do ekipy Puebla FC. W jej barwach 4 października 2015 w przegranym 1:3 pojedynku z Morelią strzelił swojego premierowego gola w pierwszej lidze, a w tym samym roku zdobył krajowy superpuchar – Supercopa MX.

## Kariera reprezentacyjna
W kwietniu 2007 Gutiérrez został powołany przez szkoleniowca Jesúsa Ramíreza do reprezentacji Meksyku U-17 na Mistrzostwa Ameryki Północnej U-17. Na honduraskich boiskach miał niepodważalne miejsce w pierwszym składzie, rozgrywając wszystkie trzy spotkania od pierwszej do ostatniej minuty, lecz jego kadra spisała się znacznie poniżej oczekiwań – uznawana za faworyta rozgrywek, z kompletem remisów zajęła trzecie miejsce w grupie, nie kwalifikując się na Mistrzostwa Świata U-17 w Korei Płd.
W marcu 2009 Gutiérrez znalazł się w ogłoszonym przez Juana Carlosa Cháveza składzie reprezentacji Meksyku U-20 na Mistrzostwa Ameryki Północnej U-20. Tam wystąpił z kolei w dwóch z trzech możliwych meczów (obydwa w wyjściowym składzie), zaś Meksykanie zanotowali bilans remisu i dwóch porażek, przez co nie zdołali awansować na Mistrzostwa Świata U-20 w Egipcie.

## Statystyki kariery
| Académicos   | 2007–2008 | Meksyk    | Ascenso MX | 15  | 1  | —  | —             | —             | — | —   | 15  | 1 |
| Académicos   | 2008–2009 | Meksyk    | Ascenso MX | 26  | 0  | —  | —             | —             | — | —   | 26  | 0 |
| Atlas        | 2008–2009 | Meksyk    | Liga MX    | 1   | 0  | 2  | 0             | —             | — | —   | 3   | 0 |
| Atlas        | 2009–2010 | Meksyk    | Liga MX    | 8   | 0  | —  | —             | SL            | 3 | 0   | 11  | 0 |
| Atlas        | 2010–2011 | Meksyk    | Liga MX    | 7   | 0  | —  | —             | —             | — | —   | 7   | 0 |
| HNK Rijeka   | 2011–2012 | Chorwacja | Prva HNL   | 15  | 1  | 3  | 0             | —             | — | —   | 18  | 1 |
| Atlas        | 2011–2012 | Meksyk    | Liga MX    | 14  | 0  | —  | —             | —             | — | —   | 14  | 0 |
| Atlas        | 2012–2013 | Meksyk    | Liga MX    | 8   | 0  | 12 | 1             | —             | — | —   | 20  | 1 |
| Club América | 2013–2014 | Meksyk    | Liga MX    | 6   | 0  | —  | —             | LMC           | 3 | 0   | 9   | 0 |
| Mineros      | 2014–2015 | Meksyk    | Ascenso MX | 24  | 0  | 4  | 0             | —             | — | —   | 28  | 0 |
| Puebla       | 2015–2016 | Meksyk    | Liga MX    | 28  | 2  | 3  | 0             | CL            | 2 | 0   | 33  | 2 |
| Puebla       | 2016–2017 | Meksyk    | Liga MX    | 0   | 0  | 0  | 0             | —             | — | —   | 0   | 0 |
| Ogółem       |           |           |            |     |    |    |               |               |   |     |     |   |
| Meksyk       | Meksyk    | Meksyk    | 137        | 3   | 21 | 1  | SL + LMC + CL | 8             | 0 | 166 | 4   |   |
| Chorwacja    | Chorwacja | Chorwacja | 15         | 1   | 3  | 0  | —             | —             | — | 18  | 1   |   |
| Ogółem       | Ogółem    | Ogółem    | Ogółem     | 152 | 4  | 24 | 1             | SL + LMC + CL | 8 | 0   | 184 | 5 |

Legenda:
- SL – SuperLiga
- LMC – Liga Mistrzów CONCACAF
- CL – Copa Libertadores